# Brotherhood of North American Indians
Die Brotherhood of North American Indians (Bruderschaft nordamerikanischer Indianer) war eine 1911 in der Hauptstadt Washington gegründete Organisation, die sich als eine der ersten indigenen Vereinigungen in den Vereinigten Staaten die gegenseitige Unterstützung und den Erhalt der indianischen Kulturen zum Ziel setzte. Die im Bond Building (heute National Historic Site) ansässige Bruderschaft hatte eine pan-indianische Ausrichtung und nahm als Vollmitglieder nur Indianer auf. Allerdings konnten Nichtindianer Ehrenmitglieder werden. Die internen Amtsbezeichnungen übernahmen ältere Titel. So hieß der Vorsitzende oder Präsident selbst Great Sachem. Zahllose Schreiben an den Kongress und Gerichtshöfe unterzeichnete er mit „The Brotherhood of North American Indians / By Richard C. Adams, Great Sachem“.

## Geschichte
Der herausragende Kopf und Gründer war der genannte Delaware Richard C. Adams († 4. Oktober 1921), der sich ab 1897 für 24 Jahre als „Repräsentant der Delaware Indians“ bezeichnete und diese in Washington vertrat. Er brachte Initiativen im Kongress ein, vertrat die Delawaren bei mehreren Prozessen, etwa gegen die Ansprüche von Schürfgesellschaften oder bei den Auseinandersetzungen mit den Cherokee. Zugleich schrieb er Gedichte, verfasste fünf Bücher und war Bewahrer des Wissens der Delawaren. Zu diesem Zweck stellte er eine mehrere tausend Stücke umfassende Sammlung von Dokumenten zusammen.
Er war am 23. August 1864 im Wyandotte County in Kansas geboren worden. Sein Vater war der Dreiviertel-Delaware Reverend William Adams, der als baptistischer Priester arbeitete, seine Mutter Kate Woodfield (oder Woodfill, † 24. Oktober 1870) eine „Weiße“. Adams musste 1869 mit seiner Familie bei der letzten Vertreibung ins Cherokee-Territorium ziehen. Die Familie wohnte dort bei Alluwe, einem der Zentren delawarischer politischer Aktivitäten in den Countys Nowata und Washington in Oklahoma.
Richard Adams’ Vorbild war einer seiner Vorfahren, Captain White Eyes, der 1778 einen Vertrag mit den USA unterzeichnet hatte, und dessen Ziel es gewesen war, alle Stämme zu einem Staat zu vereinigen. Ihm stand seinerzeit eine Vertretung im Kongress zu. 1902 wurde Adams in die Sons of the Revolution aufgenommen. Er war ein Autodidakt, war nur wenige Jahre zur Schule gegangen und hatte nie einen Studienabschluss angestrebt. 1891 heiratete er Carrie F. Meigs, eine Urenkelin des Cherokee-Häuptlings John Ross. Wenig später wurde er, als er in einen Banküberfall geriet, niedergeschossen. Die Entfernung der Kugel wurde als zu riskant eingestuft, so dass sie nahe der Lunge für den Rest seines Lebens steckenblieb.
1894 versorgte er erstmals eine Behörde mit Material zur Geschichte der Delawaren. Danach lebten 754 Delawaren im Gebiet der Cherokee Nation, 95 weitere in der Wichita Agency. Von diesen waren 175 reine Delawaren, 95 von ihnen sprachen nicht Englisch; ein Viertel des Stammes hing noch der Delaware-Big-House-Religion an, weitere 200 gehörten der Delaware Baptist Church an. Die Hälfte des Stammes stand abseits. Als der Anthropologe Lewis Henry Morgan 1859 das Reservat besucht hatte, hatte ihm Adams’ Vater zahlreiche Informationen über die Religion und Geschichte der Delawaren gegeben, die seinem Sohn wahrscheinlich später ebenfalls zur Verfügung standen.
Auslöser der Beschäftigung mit der Rechtssituation der Delawaren dürfte die Auflösung des Kollektivbesitzes und die Zerschlagung sowie die Abgabe in Individualbesitz gewesen sein. Die Cherokee verweigerten den Delawaren das Recht auf das Land und daher reiste Adams im Winter 1896 nach Washington. Sein Gesetzesvorschlag wurde jedoch im Kongress abgewiesen.
Zusammen mit John Bullette, einem Verwandten, sollte er für den Stamm seine Ansprüche vertreten. Dies hing damit zusammen, dass die Delawaren seit 1894, also nach dem Tod von Chief Charles Journeycake, keinen Häuptling mehr hatten. Zwei Fraktionen wählten zwar je einen neuen Häuptling, doch konnte man sich nicht einigen. Der Indianeragent löste daraufhin die Institution einfach auf und ersetzte den Häuptling durch ein fünfköpfiges business committee. Dessen Mitglieder wurden vom Innenministerium ausgewählt.
Adams nutzte seine Zeit in Washington, um eine erste Quellengrundlage für seine juristischen Argumentationsgänge zusammenzustellen. Dazu ließ er für 7000 Dollar 16.000 Seiten Akten, die er auf der Suche nach Einträgen, die für die Delawaren von Bedeutung sein konnten, herausgesucht hatte, per Schreibmaschine übertragen und in Form von 32 Bänden buchförmig zusammenfassen. Damit verschaffte er sich nicht nur einen Überblick über juristische Vorgänge und Prozesse, sondern auch über die Geschichte seines Volkes bis in die Zeit um 1800.
1904 erreichten die beiden Vertreter der Delawaren in Washington, dass bis zur Klärung des Streits mit den Cherokee 157.600 Acre Land weiterhin in ihrer Hand und von der Aufteilung ausgeschlossen blieben. Adams’ Bruder Horace stellte eine gewaltige Liste mit jedem einzelnen Landanspruch zusammen. Diese beinhaltete das 1867 von den Vorfahren besessene Land, und so entstand die 1898 roll. Darin waren die 212 Landerben, die noch lebten aufgeführt, aber auch die Inhaber des Landes, das bereits an Nachkommen vererbt war. Gerade dieses Recht, Land weiterzuvererben, bestritten die Cherokee den Delawaren jedoch. Am 23. Februar 1904 entschied der Oberste Gerichtshof gegen die Delawaren. Die noch lebenden Inhaber erhielten die üblichen 160 Acre pro Familie, der Rest ging leer aus. Alle Aufwertungen und Verbesserungen, die auf dem Land vorgenommen worden waren, konnten jedoch verkauft werden. Adams war sich so sicher gewesen, dass er den Prozess gewinnen würde, dass er selbst für 10.000 Dollar solche Verbesserungen gekauft und Land schon an Exploratoren verpachtet hatte.
Adams forderte 1912 entsprechend einem Vertrag der Cherokee-Nation mit den USA, der im November 1785 geschlossen und 1835 bestätigt worden war, dass sein Volk einen Repräsentanten in den Kongress schicken durfte. Außerdem leitete er daraus das Recht ab, nach 60 Tagen Bedenkzeit jeden Beschluss des Kongresses ablehnen zu können, der nicht mit den Verträgen übereinstimmte. Darüber hinaus forderte er zehn Indianische Rechte und leitete daraus eine Gesetzgebungsagenda ab. Indianerangelegenheiten sollten in indianische Hand kommen und nicht mehr von der Regierung verwaltet werden. Dazu sollte ein Advisory Board eingerichtet werden. Vollkommene Bewegungsfreiheit ohne jede Erlaubnis durch Indianeragenten sollte ihnen ebenfalls eingeräumt werden, Angestelltenpositionen für die Verwaltung von Indianerangelegenheiten sollten vorrangig mit Indianern besetzt werden. Endlich sollten sie die Möglichkeit erhalten, ihr Leben, ihre Freiheit und ihren Besitz vor amerikanischen Gerichten verteidigen zu können. Zwar nahm er an, dass 100 Jahre Vormundschaft durch die Behörden die Möglichkeiten der Selbstverwaltung erschwerten, doch damit müsse auch etwas falsch sein am gesamten angeblichen Zivilisierungskonzept der Regierung.
Häuptling Mason von den Quinault, der einer der Versammlungen beigewohnt hatte, wurde von ihr so stark inspiriert, dass er sein Leben den Zielen der Brotherhood weihen wollte. Er verfasste Rundschreiben und veranlasste Versammlungen der Stämme im Nordwesten, im Clallam und im Whatcom County. Adams ermutigte auch die Shoshone gegen die USA zu klagen.
Am 22. Januar 1912 schlug Adams vor, ein Museum in der Hauptstadt zu errichten, das die Kulturen aller Indianer repräsentieren sollte. Es dauerte mehr als ein Dreivierteljahrhundert, bis diese Vision verwirklicht wurde.
In den letzten Jahren quälte Adams zunehmend die Kugel, die seit dem Jahrzehnte zurückliegenden Banküberfall in seinem Körper steckte. Noch wenige Minuten vor seinem Tod diktierte er die letzten Memos. Nach Adams Tod löste sich die Bruderschaft auf, seine Sammlung von Dokumenten ging in verschiedenen Universitätsbibliotheken auf. Erst 1972 wurden seine Werke erstmals in einer Publikation erwähnt. 1995 publizierte John Bierhorst Zusammenfassungen von Adams’ Delawarenlegenden.
Die kurze Geschichte der Delawaren wurde 1995 unter dem Titel The Delaware Indians. A Brief History nachgedruckt. Ein Jahr später sorgten die University of Kansas Libraries zusammen mit dem Delaware Tribe of Oklahoma dafür, dass die 21 Bände von Adams’ Regierungs- und Rechtsaufzeichnungen auf Mikrofilm übertragen wurden. Das wieder erwachte Interesse an den Indianern als historische Subjekte, die begannen, sich im Rahmen der übergreifenden Gesellschaft zur Wehr zu setzen, sorgte dafür, dass sein Werk von 1905, die Legends of the Delaware Indians and Picture Writing, 1997 wieder aufgelegt wurde.